# Tanquetazo
El Tanquetazo (Golpe dei carri armati) è il colpo di Stato fallito ai danni del governo di Unidad Popular presieduto da Salvador Allende, avvenuto il 29 giugno 1973 in Cile. Ordito da ufficiali dell'esercito cileno, sobillati dalla CIA, fu stroncato, dopo alcuni scontri, dai soldati fedeli alla costituzione del generale Carlos Prats.

## I retroscena
Nel giugno 1973 molti ufficiali, di tendenza conservatrice, avevano perso fiducia nel governo di Unidad Popular di Salvador Allende. I gruppi paramilitari si scontravano con i collettivi sindacali e con le forze extraparlamentari della sinistra, e scioperi e disordini attraversavano il paese, finanziati e organizzati dagli Stati Uniti, che premevano affinché il governo di Allende cadesse, al fine di non mettere a rischio gli interessi delle aziende nordamericane nel paese, tramite nazionalizzazioni e riforme agrarie.
Tali ufficiali, organizzatisi in una cospirazione, foraggiata dall'intelligence statunitense, decisero di insorgere per abbattere il governo. Ma il complotto fu scoperto, una settimana prima della sua attuazione, dal generale Mario Sepúlveda Squella, il quale informò il ministero della difesa. Nove persone furono immediatamente arrestate; il ministro José Tohá decise di non rendere pubblica la notizia fino al 28 giugno. Il giorno prima era avvenuto l'incidente automobilistico con Alejandrina Cox che aveva coinvolto il comandante in capo dell'esercito Carlos Prats.

## Il golpe

### L'insurrezione
Il 29 giugno 1973, la mattina presto, il tenente colonnello Roberto Souper, avendo appreso che sarebbe stato rimosso dal proprio ruolo e grado per aver preso parte alla cospirazione, decise di insorgere autonomamente, partendo, alla volta del centro di Santiago, alla testa di un piccolo manipolo di carri armati e mezzi blindati del 2º Battaglione Mezzi Corazzati. Circondarono La Moneda, il palazzo presidenziale e il ministero della difesa. Il manipolo di insorti aprì il fuoco sui palazzi presi di mira. Nel centro della città si diffuse presto il panico e alcuni civili furono uccisi dai rivoltosi. Tra i civili morti vi fu anche Leonardo Henrichsen, un giovane cameraman che "filmò la propria morte", riprendendo il soldato che gli sparava e lo uccideva.

### La controinsurrezione
Il ministero e le alte gerarchie dell'esercito si allertarono immediatamente e fu chiesto al generale Carlos Prats di reprimere la rivolta. Egli, che già disponeva di piani per soffocarla, chiamò i suoi soldati leali alla costituzione, che, dopo alcune prime incertezze, poiché non volevano aprire il fuoco contro i propri commilitoni, decisero di fiancheggiare la controinsurrezione.
Contemporaneamente, attorno alle 9:30, il presidente Allende parlò per radio alla nazione, esponendo l'emergenza del colpo di stato e spronando i lavoratori ad occupare le fabbriche e ad esser pronti a fronteggiare i rivoltosi.
Dopo le 10:30, il generale Prats, rischiando la vita, si recò di persona alla Moneda, per parlare direttamente ai rivoltosi, onde evitare pericolosi fraintendimenti. Egli arringò i soldati, invitandoli a deporre le armi. Verso le 11:10 arrivò sulla scena il 1º Reggimento di Fanteria, guidato dal generale Augusto Pinochet, che puntò le armi contro i rivoltosi.
Verso le 11:30 tutti i militari ammutinati si erano ormai arresi.

## Il seguito
Fu scoperto che il golpe era stato istigato dal gruppo paramilitare di destra Patria y Libertad, finanziato dalla CIA, il quale aveva un discreto seguito tra gli ufficiali più reazionari e conservatori dell'esercito cileno.